# 漢雅軒

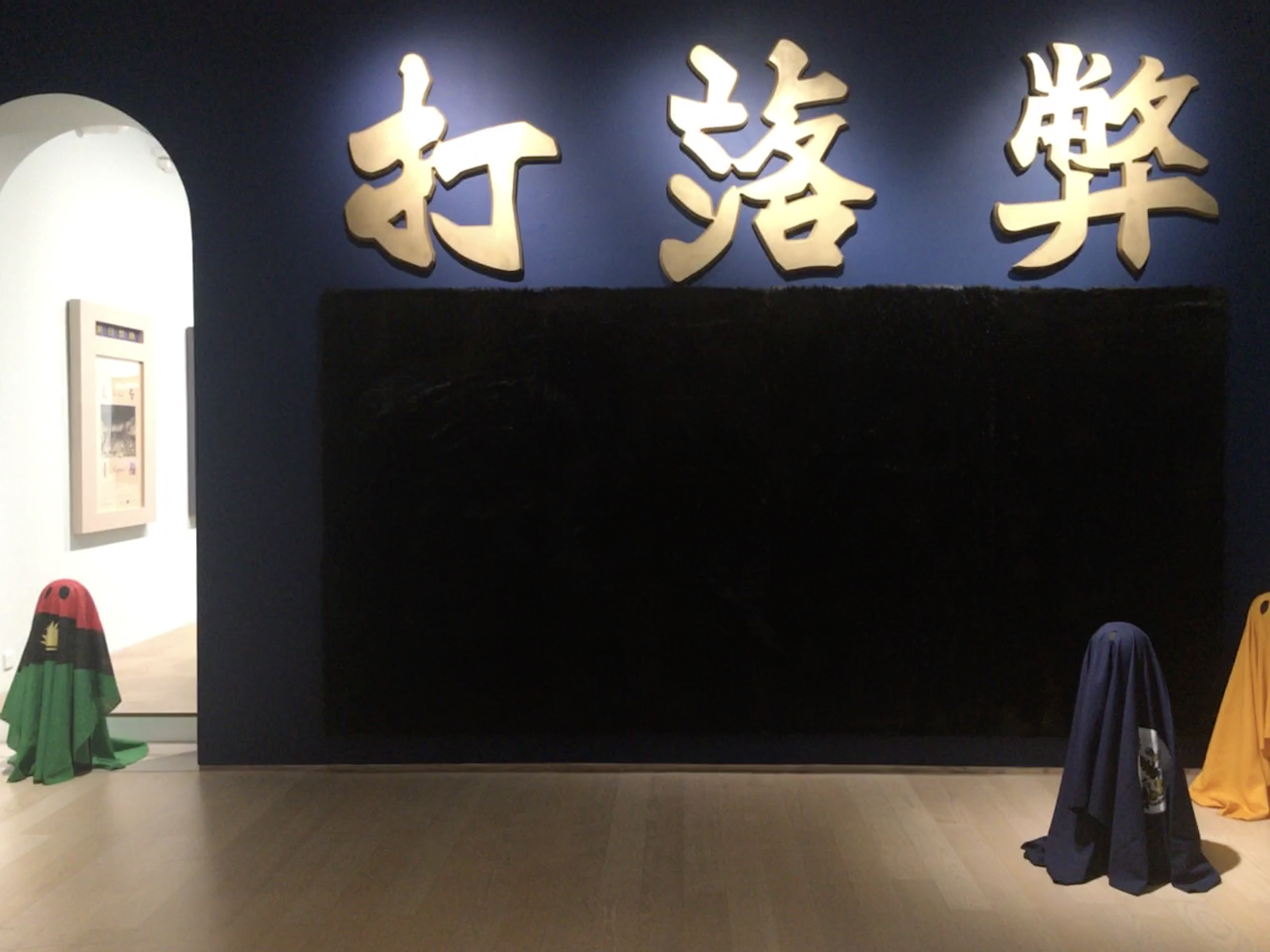
2020年初畢打行時期的《沼澤地》展覽

漢雅軒是香港一所展覽中國當代藝術的畫廊，由張頌仁於1983年11月創辦。

## 歷史
漢雅軒初成立時，張頌仁只利用自己家中的地下室作為空間。畫廊英文名中的「Han」是呼應其畫廊的展覽題裁，而「TZ」是張頌仁其個人名字（Tsong Zung）的首字母。
畫廊其後分別遷往加多利山布力架街，到1991年位於中環中國銀行大廈的中國會開幕時同年遷入，再於2011年搬進畢打行的401室。
9年後因租約期滿。畫廊在2020年5月13日於畢打行的尾場展覽《樂／觀》閉幕後，搬回位於葵涌美安工業大廈的「漢雅立方」（Hanart Square）展場。同年6月20日，新址舉辦首場展覽《搬屋》，M+ 博物館行政總監華安雅等訪客亦有出席。

## 歷屆展覽
- 《樂／觀》
- 《何倩彤：沼澤地》
- 《劉大鴻：紅仙》

## 開放時間
- 週一至週五：上午 10:00 至下午 06:30
- 週六：上午 10:00 至下午 06:00

## 外部連結
- 漢雅軒（页面存档备份，存于）
- 漢雅軒的Facebook專頁